# Cydnoides ciliatus
Cydnoides ciliatus är en insektsart som först beskrevs av Philip Reese Uhler 1863.  Cydnoides ciliatus ingår i släktet Cydnoides och familjen glansskinnbaggar.

## Underarter
Arten delas in i följande underarter:
- C. c. ciliatus
- C. c. orientis